# Безобразов, Иван Сергеевич
Ива́н Серге́евич Безобра́зов (1812, Ковров — 1885, Ардатов) — русский дворянин; ковровский, а затем — ардатовский уездный предводитель дворянства.

## Биография
Родился в 1812 году в городе Коврове Владимирской губернии в семье уездного предводителя дворянства. В 1826 году, в возрасте 14 лет, поступил на воинскую службу, начав её в чине унтер-офицера. Принимал участие в подавлении Польского восстания, в 1831 году попал в плен к повстанцам. После освобождения из плена, в 1833 году вышел в отставку в звании подпоручика.
В 1842 году был избран ковровским уездным предводителем дворянства на 3 года, затем ещё 10 раз переизбирался на этот пост. Был гласным Владимирского губернского земского собрания, почётным мировым судьёй Ковровского уезда. Принимал участие в подготовке освобождения крестьян во Владимирской губернии.
В 1870-х годах переехал в город Ардатов Нижегородской губернии, в 1878 году был избран ардатовским уездным предводителем дворянства. Был почётным мировым судьёй Ардатовского уезда. С 1881 года и до своей смерти в 1885 году — председатель Ардатовской уездной земской управы. За выслугу лет получил чин действительного статского советника.
В качестве мирового судьи тратил много сил на разрешение имущественных дел между помещиками и крестьянами. В начале жизни имел в разных губерниях обширные земельные владения и около трёх тысяч душ крепостных крестьян, но во множестве тратил собственные средства на помощь обедневшим дворянам, так что к концу жизни практически разорился и был вынужден продать бо́льшую часть своих земель, за что получил от ардатовских помещиков прозвище «Ивана Безземельного». Для прохождение ценза купил у помещика Рахманова в селе Каркалей за бесценок тысячу десятин земли на месте уже срубленного леса, за что получил у уездных острословов новое прозвище «Ивана на пеньках». Скончался в 1885 году в Ардатове, был похоронен в Коврове.

## Награды
Иван Сергеевич Безобразов был награждён несколькими орденами и медалями Российской империи:
- Польский знак отличия за военное достоинство IV степени.
- Орден Святой Анны III степени.
- Орден Святой Анны II степени.
- Орден Святого Владимира IV степени.